# Bernard Tissier de Mallerais
Bernard Tissier de Mallerais, F.S.S.P.X. (Sallanches, Alta Saboya, 14 de septiembre de 1945 - Sion, Valais, 8 de octubre de 2024) fue un obispo católico francés, miembro de la Fraternidad Sacerdotal San Pío X (FSSPX).

## Biografía
Después de terminar sus estudios universitarios, Tissier de Mallerais entró en el Seminario San Pío X en Friburgo (Suiza) en octubre de 1969. Fue uno de los tres primeros seminaristas que acudió a monseñor Lefebvre para ser ordenado sacerdote.
Fue sucesivamente profesor, después subdirector y director del Seminario de Écône, y asumió posteriormente el cargo de Secretario General de la FSSPX.

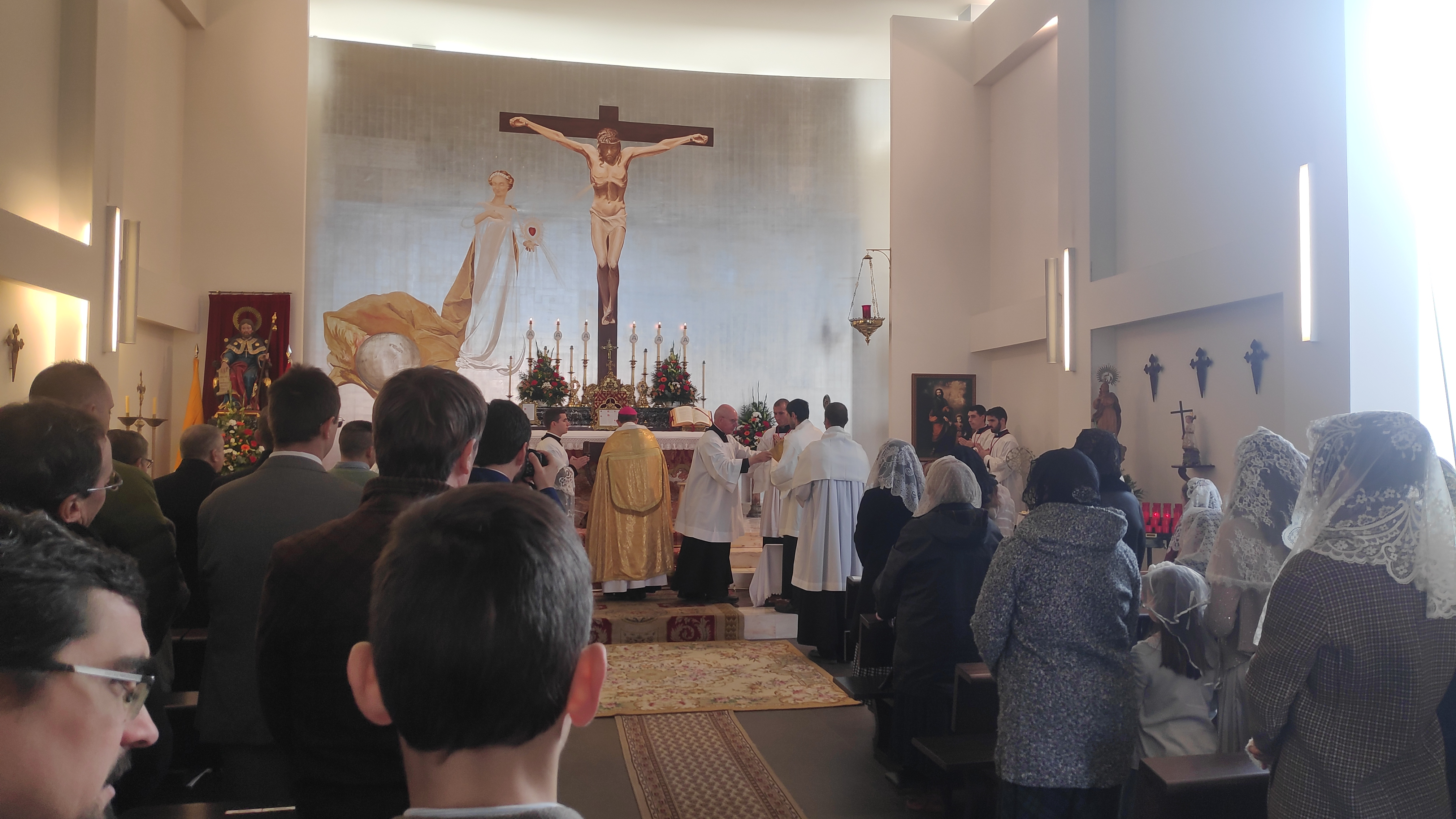
Monseñor Bernard Tissier diciendo misa en Madrid en 2023.

Consagrado obispo en 1988, se mantuvo en sus funciones hasta 1996. Fue el biógrafo de monseñor Lefebvre y dedicó gran tiempo a preparar y mejorar la biografía del fundador de la hermandad sacerdotal. Hablaba francés, inglés, alemán y español.
El 28 de septiembre de 2024, Tissier de Mallerais sufrió una fractura de cráneo y una hemorragia interna debido a una caída en las escaleras del seminario de Écône. Falleció el 8 de octubre de ese mismo año, a los 79 años de edad.